# Saint-Genest-sur-Roselle
Saint-Genest-sur-Roselle ist eine Gemeinde in Frankreich. Sie gehört zur Region Nouvelle-Aquitaine, zum Département Haute-Vienne, zum Arrondissement Limoges und zum Kanton Condat-sur-Vienne. Die Nachbargemeinden sind Saint-Paul im Norden, Saint-Bonnet-Briance im Osten, Glanges im Südosten, Vicq-sur-Breuilh im Südwesten und Saint-Hilaire-Bonneval. Die Bewohner nennen sich die Sent Giniés (okzitanisch).

## Geschichte
Während der Französischen Revolution hieß die Ortschaft „Sans-Préjuge“.

### Bevölkerungsentwicklung
| Jahr      | 1962 | 1968 | 1975 | 1982 | 1990 | 1999 | 2008 | 2013 |
| --------- | ---- | ---- | ---- | ---- | ---- | ---- | ---- | ---- |
| Einwohner | 439  | 427  | 346  | 361  | 393  | 385  | 450  | 497  |